# غاري لوكاس
غاري لوكاس (بالإنجليزية: Gary Lucas)‏ هو عازف قيثارة جاز وعازف قيثارة وكاتب أغاني أمريكي، ولد في 20 يونيو 1952 في سيراكيوز في الولايات المتحدة.

## وصلات خارجية
- غاري لوكاس على موقع IMDb (الإنجليزية)
- غاري لوكاس على موقع ميوزك برينز (الإنجليزية)
- غاري لوكاس على موقع إن إن دي بي (الإنجليزية)
- غاري لوكاس على موقع أول ميوزيك (الإنجليزية)
- غاري لوكاس على موقع ديسكوغز (الإنجليزية)
- غاري لوكاس على موقع قاعدة بيانات الفيلم (الإنجليزية)